# غياثة الغربية
غياتة الغربية قرية مغربية أمازيغية جبلية شمال المملكة، تنتمي إلى إقليم تازة، شمال شرق مدينة فاس، تضم بلدة غياتة الغربية 23.447 نسمة (إحصاء 2004).